# Jan Hattowski
Jan Hattowski (ur. 1860, zm. 25 kwietnia 1926 w Warszawie) – lekarz, ordynator szpitali petersburskich, działacz społeczny.
Urodzony w 1860 roku w majątku Międzygórze (gub. mohylewska). Ukończył studia medyczne w Akademii Medyko-Chirurgicznej w Petersburgu, został doktorem nauk medycznych. Chirurg i specjalista w zakresie chorób dziecięcych. Od lat dziewięćdziesiątych XIX wieku ordynator szpitala Nikołajewskiego i lecznicy Maksymiljanowskiej w Petersburgu. Założyciel i działacz, a następnie długoletni prezes Towarzystwa Gimnastycznego „Sokół Polski” w Petersburgu. W latach 1906–1914 członek Koła Lekarzy Polskich w Petersburgu. Działacz i członek zarządu (1914–1915) oraz rady nadzorczej (1915–1917) Polskiej Macierzy Szkolnej w Petersburgu. Członek  Rzymskokatolickiego Towarzystwa Dobroczynności w Petersburgu. Po wybuchu I wojny światowej działacz Polskiego Towarzystwa Pomocy Ofiarom Wojny. W niepodległej Polsce mieszkał w Warszawie, gdzie praktykował jako lekarz dziecięcy. Zmarł 25 kwietnia 1926 w Warszawie.